# Amstel Gold Race 1988
L'Amstel Gold Race 1988 fou la 23a edició de l'Amstel Gold Race. La cursa es disputà el 23 d'abril de 1988, sent el vencedor final el neerlandès Jelle Nijdam, que s'imposà en solitari en la meta de Meerssen.
169 ciclistes hi van prendre part, acabant la cursa 96 d'ells.

## Classificació final
|    | Ciclista           | Equip              | Temps      |
| -- | ------------------ | ------------------ | ---------- |
| 1  | Jelle Nijdam       | Superconflex       | 6h 28' 42" |
| 2  | Steven Rooks       | PDM                | + 17"      |
| 3  | Claude Criquielion | Hitachi            | m. t.      |
| 4  | Éric Boyer         | Système U          | m. t.      |
| 5  | Marc Sergeant      | Hitachi            | + 26"      |
| 6  | Steve Bauer        | Weinmann-La Suisse | + 42"      |
| 7  | Dag Otto Lauritzen | Del Tongo          | m. t.      |
| 8  | Bruno Cornillet    | Z-Peugeot          | m. t.      |
| 9  | Martial Gayant     | Toshiba            | m. t.      |
| 10 | Rolf Gölz          | Superconflex       | + 1' 01"   |